# Kirchenbezirk Leipziger Land
Der Kirchenbezirk Leipziger Land ist einer der derzeit (2023) 16 Kirchenbezirke Teil der Evangelisch-Lutherischen Landeskirche Sachsens. Er entstand 2009 aus den Kirchenbezirken Borna und Grimma (ehemals Kirchenbezirk Grimma und Wurzen) und wuchs 2019 im Rahmen der Auflösung des Kirchenbezirk Glauchau-Rochlitz mit Kirchspiel Geithainer Land auf die heutige Größe an. Sein Sitz ist in Borna. Gemeinsam mit den Kirchenbezirken Leipzig und Leisnig-Oschatz ist er dem Regionalkirchenamt Leipzig unterstellt.
Sein Gebiet entspricht weitgehend dem des Landkreises Leipzig. Lediglich einzelne Gemeinden liegen auf den Gebieten der Landkreise Nordsachsen und Mittelsachsen, der Stadt Leipzig sowie des thüringischen Landkreises Altenburger Land.
Wie die anderen Kirchenbezirke der sächsischen Landeskirche ist er eine Körperschaft des öffentlichen Rechts. Die geistliche Leitung und Verantwortung trägt der Superintendent. Seit 2018 übt Jochen Kinder als Nachfolger von Matthias Weismann dieses Amt aus.

## Zahlen
- 32.500 Christen
- 174 Kirchen
- 64 Kirchgemeinden[1]

### Kirchenmusik
- 8 haupt- und 14 nebenamtliche Kirchenmusiker
- 80 ehrenamtlich Mitarbeitende, unter anderem als Orgelspieler und Chorleiter[2]

## Gemeinden
Der Kirchenbezirk Leipziger Land besteht aus den vier Region Wurzen, Grimma, Borna und Frohburg/Geithain. Im Kirchenbezirk sind 64 Kirchgemeinden beheimatet, wovon 50 Gemeinden in den drei Kirchspielen Muldental, Geithainer Land und Kohren Sahlis-Wyhratal zusammengeschlossen sind. Alle anderen Kirchgemeinden sind als rechtlich eigenständige Kirchgemeinden in den drei Schwesternkirchverbindungen Parthenaue-Borsdorf, St. Wenceslai Wurzen und Bornaer Land organisiert. Mit der durch die Evangelisch-lutherische Landeskirche durchgeführte Strukturreform wird es im Jahr 2025 zu weiteren Zusammenschlüssen kommen.

### Region Borna

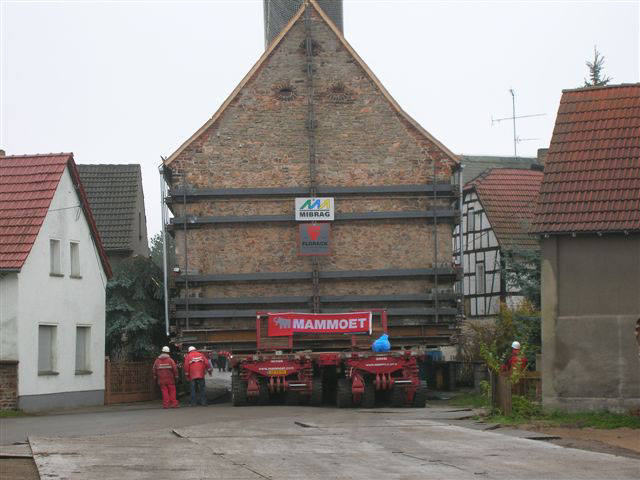
Die vor der Devastierung gerettete Heuersdorfer Emmauskirche ist heute in Borna ein Denkmal für verlorene Orte und Kirchen in der Region.

Im Schwesternkirchspiel Bornaer Land haben sich 6 Kirchgemeinden im westlichen Teil der Landeskirche zusammengeschlossen. Anstellende Kirchgemeinde ist die Emmauskirchgemeinde Bornaer Land. Borna ist auch der Sitz der Superintendentur des Kirchenbezirks.
Die Region ist geprägt vom noch aktiven Braunkohletagebau Vereinigtes Schleenhain und der Rekultivierung der Bergbaufolgelandschaft im Leipziger Neuseenland. Der Strukturwandel von Industrie weg hin zum Tourismus beeinflusst auch die kirchliche Arbeit in der Region. Überregional bekannt wurde 2007 die Emmauskirche aus Heuersdorf, welche dem Tagebau weichen musste und als komplettes Bauwerk nach Borna versetzt wurde. Die kleine Kirche befindet sich seitdem im Schatten der Stadtkirche St. Marien und ist Erinnerungsort für eine Vielzahl verlorener Orte und Kirchen in der Region. Bis zum 2021 verkündeten Erhalt von Pödelwitz stand auch der Abriss der rund 700 Jahre alten Kirche im Raum.
| Kirchgemeinde                                    | Website                                               | Orte mit Kirchen | Bild |
| ------------------------------------------------ | ----------------------------------------------------- | --- | ---- |
| Ev.-Luth. Emmauskirchgemeinde Bornaer Land       | https://kirche-bornaer-land.de                        | - Borna - Großzössen - Kahnsdorf - Kieritzsch - Neukieritzsch - Lobstädt |      |
| Vereinigte Ev.-Luth. Kirchgemeinde Bad Lausick   | https://www.kirche-badlausick.de                      | - Bad Lausick - Etzoldshain - Ballendorf (Bad Lausick) - Buchheim (Bad Lausick) |      |
| Ev.-Luth. Kirchgemeinde Groitzsch                | https://www.kirchgemeinde-groitzsch.de                | - Groitzsch - Pödelwitz - Audigast - Michelwitz - Auligk - Gatzen |      |
| Ev.-Luth. Kirchgemeinde im Leipziger Neuseenland | https://www.kircheneusseenland.de                     | - Kitzscher - Mölbis - Rötha - Böhlen - Oelzschau - Großpötzschau - Kleinpötzschau - Dreiskau - Espenhain - Trages - Thierbach - Steinbach - Lauterbach - Hainichen - Beucha - Dittmannsdorf - Eula |      |
| Ev.-Luth. Kirchgemeinde Pegau                    | http://www.kirche-pegau.de/                           | - Pegau - Großstorkwitz - Elstertrebnitz |      |
| Ev. Luth. Kirchgemeinde An Pleiße und Schnauder  | https://www.kirchgemeinde-an-pleisse-und-schnauder.de | - Regis-Breitingen - Deutzen - Hohendorf - Ramsdorf |      |

### Region Frohburg/Geithain

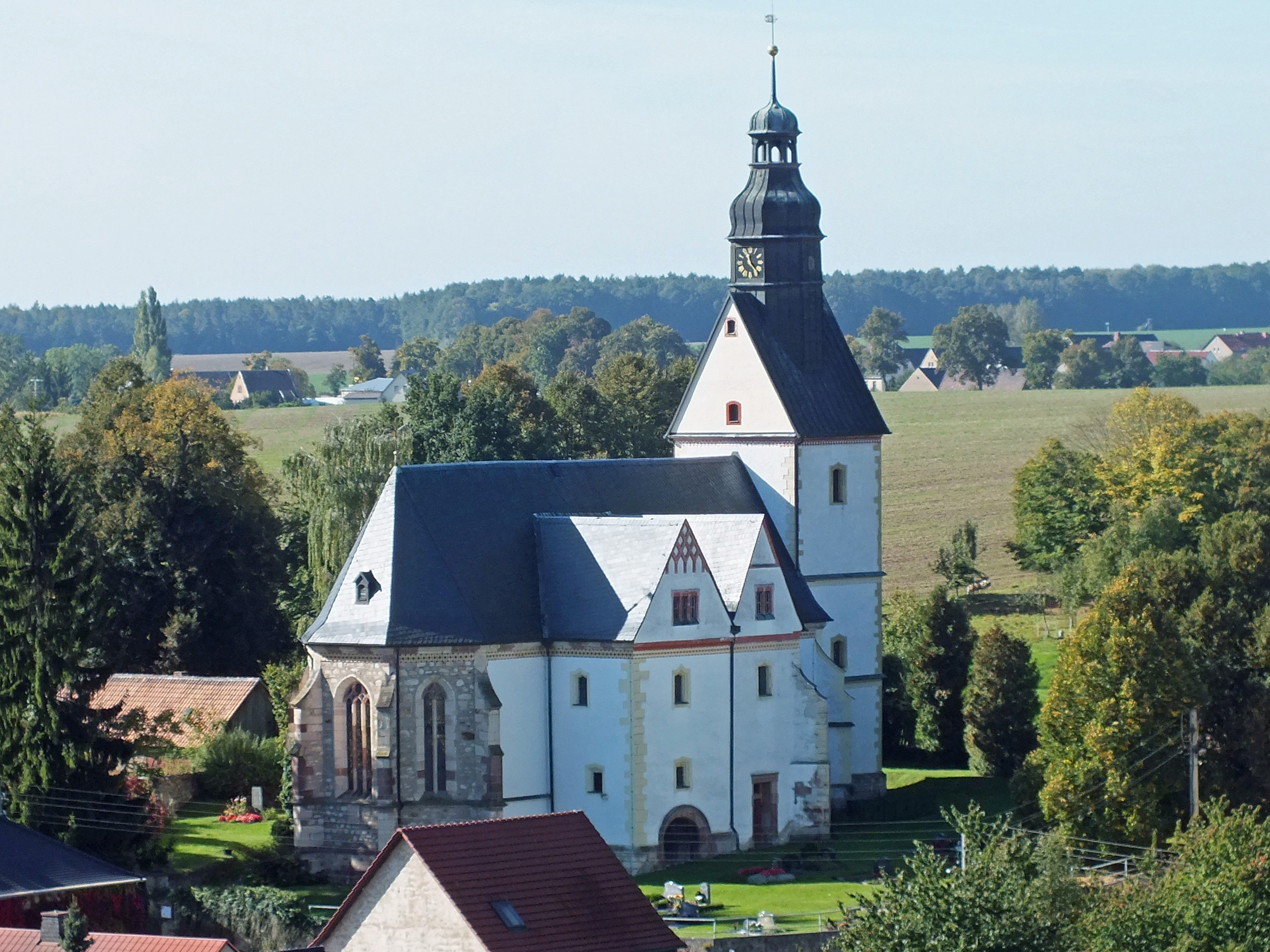
Die Region Frohburg/Geithain ist ländlich geprägt.

Die südlichste Region des Kirchenbezirks ist landwirtschaftlich geprägt. Stattliche Bauerngüter prägen neben den Kirchen die Dörfer, in denen kirchliche Traditionen oft noch lebendig sind. Die Region setzt sich aus zwei Kirchspielen zusammen.
Das Kirchspiel Kohrener Land-Wyhratal besteht aus 12 Kirchgemeinden mit 19 Kirchenorten und 22 Friedhöfen und setzt sich aus den vier Seelsorgebereichen Kohren-Sahlis, Frohburg, Prießnitz und Wyhratal zusammen.
Das Kirchspiel Geithainer Land gehört seit dem 1. Juli 2019 zum Kirchenbezirk und besteht aus 20 ehemals selbstständigen Kirchgemeinden. Am 1. Mai 2005 traten erstmals Kirchgemeinden mit sieben Kirchen zum Kirchspiel Geithainer Land zusammen. 2019 traten weitere 13 Kirchgemeinden zum Kirchspiel bei, welches dann 20 Kirchen, 12 Pfarrhäuser, 22 Friedhöfe und die zwei evangelischen Kindergärten in Rathendorf und Niedergräfenhain umfasst. Das Kirchspiel hat vier Pfarrstellen und ist in die vier Seelsorgebezirke Geithain, Lunzenau, Langenleuba-Oberhain und Tautenhain gegliedert. Das Kirchspiel ist Partner im Verein „Kirche im Land des roten Porphyr“.
2025 wird die Region Frohburg/Geithain zu einem Kirchspiel fusionieren und dann 39 Kirchen umfassen.
| Kirchgemeinde                               | Website                                         | Orte mit Kirchen                                                                                                 | Bild |
| ------------------------------------------- | ----------------------------------------------- | --- | ---- |
| Ev.-Luth. Kirchspiel Kohrener Land-Wyhratal | https://www.kirchspiel-kohrenerland-wyhratal.de | Seelsorgebereich Kohren-Sahlis - Kohren-Sahlis - Gnandstein - Bocka - Rüdigsdorf - Altmörbitz                    |      |
| Ev.-Luth. Kirchspiel Kohrener Land-Wyhratal | https://www.kirchspiel-kohrenerland-wyhratal.de | Seelsorgebereich Frohburg - Frohburg - Benndorf - Eschefeld - Greifenhain - Roda                                 |      |
| Ev.-Luth. Kirchspiel Kohrener Land-Wyhratal | https://www.kirchspiel-kohrenerland-wyhratal.de | Seelsorgebereich Prießnitz - Prießnitz - Elbisbach - Flößberg - Nenkersdorf - Schönau                            |      |
| Ev.-Luth. Kirchspiel Kohrener Land-Wyhratal | https://www.kirchspiel-kohrenerland-wyhratal.de | Seelsorgebereich Wyhratal - Wyhra - Bubendorf - Neukirchen - Zedtlitz                                            |      |
| Ev.-Luth. Kirchspiel Geithainer Land        | https://www.kirche-geithain.de                  | Seelsorgebereich Geithain - Geithain - Wickershain - Rathendorf - Jahnshain                                      |      |
| Ev.-Luth. Kirchspiel Geithainer Land        | https://www.kirche-geithain.de                  | Seelsorgebereich Langenleuba-Oberhain - Syhra - Niedergräfenhain - Ossa - Langenleuba-Oberhain - Niedersteinbach |      |
| Ev.-Luth. Kirchspiel Geithainer Land        | https://www.kirche-geithain.de                  | Seelsorgebereich Lunzenau - Lunzenau - Rochsburg - Hohenkirchen - Obergräfenhain - Oberelsdorf                   |      |
| Ev.-Luth. Kirchspiel Geithainer Land        | https://www.kirche-geithain.de                  | Seelsorgebereich Tautenhain - Tautenhain - Ebersbach - Nauenhain - Frankenhain - Frauendorf - Hopfgarten         |      |

### Region Grimma

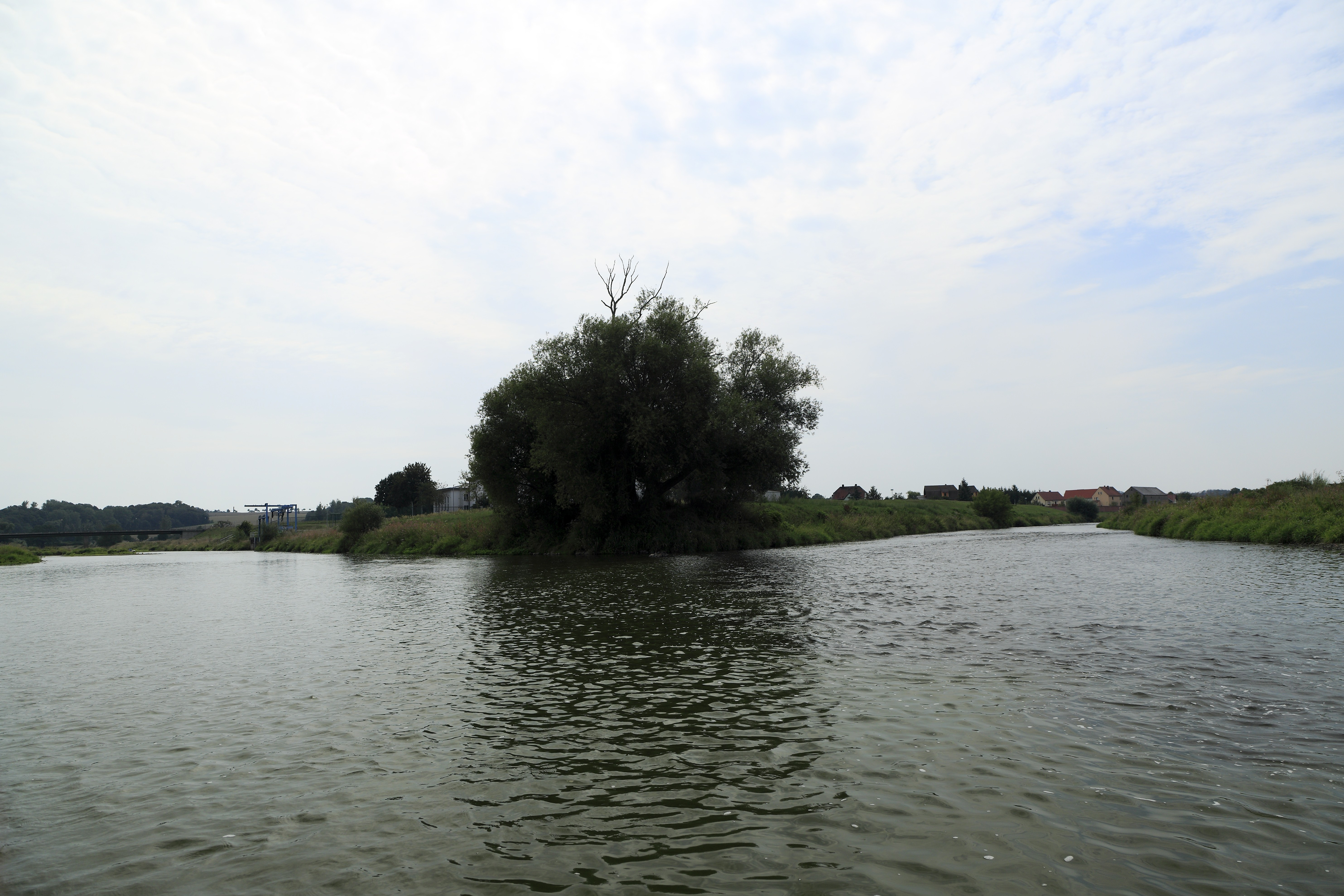
Die Region Grimma ist geprägt durch die Mulde.

Die Region Grimma hat sich am 1. Januar 2021 zum Kirchspiel Muldental zusammengeschlossen. Das Kirchspiel umfasst 25 Gemeinden mit 44 Kirchen und beschäftigt 70 Mitarbeitende als Pfarrer, Gemeindepädagogen, Kirchenmusiker, Kirchner und auf den 43 Friedhöfen. Es gilt flächenmäßig als eines der größten Kirchenspiele der Evangelisch-lutherischen Landeskirche in Sachsen und vereint rund 9000 evangelische Christen. Das Pfarramt liegt in Grimma und hat zwei Außenstellen in den beiden weiteren Regionen Naunhof und Colditz. In der Grimma befinden sich auch die Kassenverwaltung des Kirchenbezirks und der Sitz der Diakonie im Leipziger Land.
Das Kirchspiel ist geprägt durch die Freiberger und Zwickauer Mulde, die sich im Herzen der Region bei Sermuth zur Mulde vereinigen. Insbesondere die Bereiche Naunhof und Grimma sind durch vielfältige Verbindungen und die Nähe nach Leipzig orientiert.
| Bereich         | Kirchgemeinde / Pfarre                                                          | Website                                                           | Orte mit Kirchen                                                       | Bild |
| --------------- | ------------------------------------------------------------------------------- | ----------------------------------------------------------------- | ---------------------------------------------------------------------- | ---- |
| Bereich Grimma  | Ev.– Luth. Kirchgemeinden Grimma, Döben-Höfgen, Nerchau, Hohnstädt - Beiersdorf | https://www.frauenkirche-grimma.de/https://www.kirche-nerchau.de/ | - Grimma - Höfgen - Nerchau - Hohnstädt - Döben - Grethen - Beiersdorf |      |
| Bereich Grimma  | Ev.-Luth. Kirchgemeinden Trebsen - Neichen, Seelingstädt, Altenhain             | https://www.kirche-trebsen.de/                                    | - Trebsen - Neichen - Seelingstädt - Altenhain                         |      |
| Bereich Grimma  | Ev.-Luth. Kirchgemeinden Mutzschen und Cannewitz, Fremdiswalde und Ragewitz     | https://www.kirche-mutzschen.de/                                  | - Mutzschen - Cannewitz - Ragewitz - Fremdiswalde                      |      |
| Bereich Naunhof | Pfarre Naunhof                                                                  | https://www.stadtkirche-naunhof.de/                               | - Naunhof - Klinga - Erdmannshain - Ammelshain                         |      |
| Bereich Naunhof | Pfarre Otterwisch                                                               | https://www.pfarre-otterwisch.de/                                 | - Otterwisch - Stockheim - Großbuch - Großbardau - Kleinbardau         |      |
| Bereich Naunhof | Pfarre Pomßen                                                                   | https://www.pfarramt-pomssen.de/                                  | - Pomßen - Belgershain - Rohrbach - Köhra - Großsteinberg - Threna     |      |
| Bereich Naunhof | Pfarre Großpösna                                                                | https://kirchgemeinde-grosspoesna.de/                             | - Großpösna - Kleinpösna - Fuchshain - Seifertshain                    |      |
| Bereich Colditz | Ev.-Luth. Kirchgemeinden Colditzer Muldenland und Zschirla - Erlbach            | https://www.colditzer-kirchen.de/                                 | - Colditz - Collmen - Erlbach - Lastau - Zschadraß - Zschirla          |      |
| Bereich Colditz | Ev.-Luth. Kirchgemeinden Großbothen, Schönbach und Glasten                      | https://www.kirche-grossbothen.de/                                | - Großbothen - Schönbach - Glasten                                     |      |

### Region Wurzen

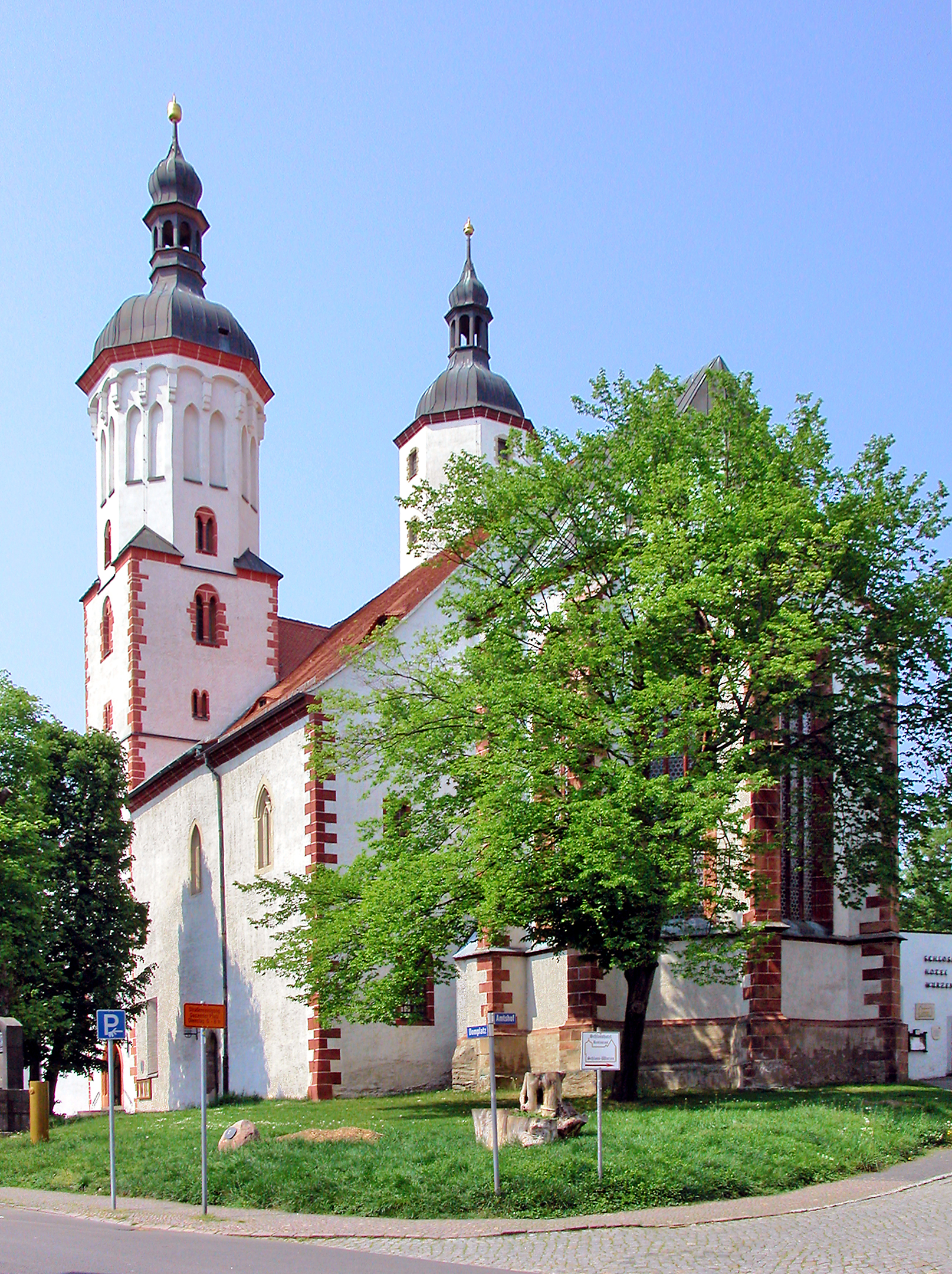
Der Wurzener Dom ist die größte Kirche der Region.

Die Region im Norden des Kirchenbezirks besteht aus acht Kirchgemeinden, die sich zu zwei Schwesternkirchverhältnissen zusammengeschlossen haben.
Während die Kirchgemeinde Parthenaue-Borsdorf von der Nähe zu Leipzig geprägt ist, ist die Kirchgemeinde St. Wenceslai Wurzen vom Domkapitel des Wurzener Domes St. Marien und vom vorwiegend landwirtschaftlich und dörflichen Wurzener Land geprägt. Der Dom St. Marien zu Wurzen gehört nicht zur Kirchgemeinde Wurzen, wird jedoch in den Sommermonaten durch die Gemeinde genutzt. Das Domkapitel untersteht direkt der Evangelisch-Lutherische Landeskirche Sachsens. Stiftsherr ist der amtierende Landesbischof.
| Kirchgemeinde                                              | Website                                                     | Orte mit Kirchen                                                  | Bild |
| ---------------------------------------------------------- | ----------------------------------------------------------- | ----------------------------------------------------------------- | ---- |
| Evangelisch-Lutherische Kirchgemeinde St. Wenceslai Wurzen | https://www.evkirche-wurzen.de/Youtube-Kanal der EKJ Wurzen | - Wurzen - Nitzschka - Nemt - Burkartshain - Sachsendorf - Kühren |      |
| Ev.-Luth. Kirchgemeinde Parthenaue-Borsdorf                | http://www.parthenkreuz.de/                                 | - Althen - Borsdorf - Gerichshain - Panitzsch - Zweenfurth        |      |